# Nidella repanda
Nidella repanda là một loài bọ cánh cứng trong họ Cerambycidae.